# Caroperla pacifica
Caroperla pacifica és una espècie d'insecte pertanyent a la família dels pèrlids i l'única del gènere Caroperla.

## Distribució geogràfica
Es troba al Japó.